# Simone de Beauvoir

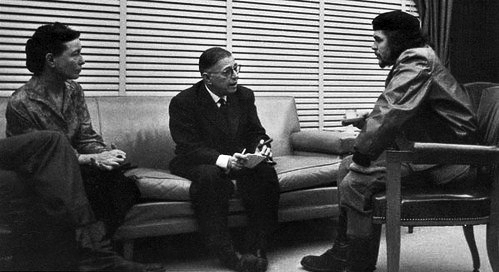
Simone de Beauvoir, Jean-Paul Sartre és Che Guevara Kubában, 1960

Simone de Beauvoir, születési nevén Simone Lucie-Ernestine-Marie-Bertrand de Beauvoir (Párizs, 1908. január 9. – Párizs, 1986. április 14.) francia írónő, filozófus. A 20. század második felének egyik népszerű, meghatározó feminista, egzisztencialista gondolkodója. Nagy hatással volt a második világháború után megerősödött fogyasztói, jóléti társadalomban felnövő ifjúságára. Legismertebb könyve, A második nem (1949) részletes elemzése a nők elnyomásának, a feminizmus egyik alapműve, és a feminizmus második hullámának elindítója. Irodalmi tevékenysége is említésre méltó, több regény és esszé szerzője.

## Élete
Szigorú, katolikus családban nevelkedett. Koraérett gyermekkorában apja így jellemezte: „Simone úgy gondolkodik, mint egy férfi!”  „férfiagya van, Simone tulajdonképpen fiú”. Gyermekkorában kolostori iskolákba küldték. Annyira odaadóan vallásos volt, hogy apáca lett. Az intellektuálisan kíváncsi 14 éves lány vallásos meggyőződése azonban válságba került és ateistának vallotta magát. Húga, Hélène de Beauvoir (Poupette) festőnő volt. Küzdelmét és lázadásait a konformizmus ellen az Egy jó házból való úrilány emlékei (Mémoires d'une jeune fille rangée, 1958) c. művében jeleníti meg, emlékiratainak első kötetében (további magyarul megjelent kötetek: A kor hatalma (La Force de l'âge, 1960), A körülmények hatalma (La Force des choses, 1963). Tanulmányait a École normale supérieure-ön kezdte, ahol matematikát és irodalmat tanult. 1926-ban filozófiát kezdett hallgatni a Sorbonne-on. Jean-Paul Sartre után az évfolyam második legjobb hallgatója volt. 1929-ben pedagógus szakvizsgát tett filozófiából, és Marseille-ben (1931–1932), Rouenban (1933–1937), majd a párizsi Lycée Molière-ben (1938–1943) tanított. Az irodalmi áttörést A vendég (L'Invitée, 1943) és A mások vére (Le sang des autres, 1945) c. művei hozták meg, ettől kezdve az irodalomnak élt.
A Sorbonne-on ismerkedett meg az egzisztencialista filozófussal és későbbi élettársával, Sartre-ral. 1949-ben jelenik meg világhírű könyve, a feminizmus alapműve, A második nem (Le Deuxième Sexe), mely a világsikert is meghozza számára. Hosszú utazásba kezd egész Európában, Észak-, Közép- és Dél-Amerikában, a Közel- és Távol-Keleten, a Szovjetunióban és Kínában. Utazási élményeit útinaplójában és riportkönyveiben rögzíti. A Mandarinok (Les Mandarins) c. művéért 1954-ben megkapja a Goncourt-díjat.
Sartre-ral együtt tiltakozott a vietnámi és algériai háborúk ellen, aktív békeharcos.
Szerkesztője lesz a Les temps modernes c. lapnak. A 70-es évektől a második hullámos feminista mozgalmak vezetője, elsőként száll síkra az abortusz büntetlensége mellett. Érdeklődése középpontjában az egzisztencialista nézőpontból felvetett morális kérdések, és a női sors, a nők szabadságharca állt. Sartre ápolója lesz egészen annak haláláig, 1980-ig. 1981-ben jelenik meg A búcsúzás ceremóniája (La Cérémonie des adieux) c. írása, melyben Sartre utolsó éveiről ír.
Beauvoir 1986. április 14-én halt meg, a párizsi Montparnasse-i temetőben temették el.

## Magánélete
1929 októberében ugyan Sartre megkérte a kezét, de a házasság mégsem jött létre. Simone de Beauvoir az élete vége felé úgy nyilatkozott, hogy a házasság nem volt lehetséges, mivel nem volt hozománya. Ennek ellenére élethosszig tartó kapcsolatot tartott fenn Sartre-ral. Beauvoir úgy döntött, hogy soha nem megy férjhez, és közös háztartást sem tartott fenn Sartre-ral. Soha nem született gyermeke.
Biszexualitását nyíltan vállalta. Miközben tanárként dolgozott, számos kiskorú lány volt a szeretője, akiket Sartre-nak is bemutatott. Eme kapcsolatok természetéről életrajzi vita alakult ki.
Mindent összevetve életrajzi adatai alapján kijelenthető, hogy Simon de Beauvoir ephebofil hajlamú volt. Egy korábbi diákja, Bianca Lamblin, eredetileg Bianca Bienenfeld „Mémoires d'une jeune fille a rangée” című könyvében leírta, hogy amikor ő kiskorú diák volt, akkor tanára, Simone de Beauvoir szexuálisan kihasználta. 1943-ban Simone de Beauvoirt felfüggesztették tanári munkájából amiatt a vád miatt, hogy 1939-ben elcsábította a 17 éves tanulólányt, Nathalie Sorokine-t.
Később Simone De Beauvoir – más francia értelmiségiekkel egyetemben – egy petícióban kérvényezte, hogy Franciaországban töröljék el a szexuális beleegyezési korhatárt, aminek eredményeként gyermekekkel is lehetett volna szexuális kapcsolatot létesíteni.
Simone de Beauvoir 1943-ban kiadott „Came to Stay” című regényében fiktív alakban saját és Sartre szexuális kapcsolatát írja le egy testvérpárral, Olga Kosakiewicz-cel és Wanda Kosakiewiccel. Olga diáklány volt a Ruen Középiskolában, ahol Simone de Beauvoir tanított. Sartre kikezdett Olgával, de a lány visszautasította, ezután Sartre helyette a nővérével, Wandával létesített kapcsolatot. A regény utal Simone de Beauvoir és Sartre összetett kapcsolatára és arra, hogyan hatott rájuk a közösen fenntartott hármas kapcsolat. Simone de Beauvoir életrajzírója, Deirdre Bair, valamint Hazel Rowley is hosszan értekezik ezekről a viszonylatokról könyvében.

## Filozófiája és feminizmusa
Beauvoir maga vallja önmagát – a filozófus Sartre mellett – elsősorban írónak, filozófiai munkásságát pedig másodrangúnak ítéli. Ugyanakkor a mai kritika sok esetben filozófiai műként tárgyalja írásait. Beauvoir filozófiáját többnyire Sartre és Merleau-Ponty mentén szokták meghatározni, noha olykor mindkét filozófusnál radikálisabban foglal állást. Előzetes a kétértelműség moráljához (1947) című bölcseleti írásában egy morális dilemmát tematizál, melyet az ember abszolút szabadságának egzisztencialista tézise vet fel, ugyanis miközben a konvenciókat megkérdőjelező egyéni szabadság döntő fontosságú a felelős erkölcsi választás gyakorlásában, maga az erkölcs mégis megköveteli, hogy a másokra gyakorolt hatásuk miatt korlátozzuk önmagunkat. További filozófiai írása még a Pyrrhus et Cinéas 1944-ben megjelent műve. Mindemellett számos filozófiai mű recenziójának szerzője (Sartre, Merleau-Ponty, Lévi-Strauss, de Sade). Közismert, hogy Beauvoir tevékenyen közreműködött Sartre A lét és a semmi c. könyvének létrejöttében: Sartre maga sem titkolta, hogy minden kéziratát előbb Beauvoirral olvastatta el, majd annak értő kritikáját megfontolva, többnyire azt beépítve tette közzé gondolatait.
Simone de Beauvoir a francia egzisztencializmus és a modern feminizmus egyik fő alakja, majd ezer oldalas A második nem című könyvét, amely magyarul eddig csak részben jelent meg, sokszor a „feministák bibliájaként” említik. A mű számos feminista alapfogalmat először definiál, és megalapozója a később létrejött társadalmi nemek elméletének is. Könyvének jelentősége és hatása abból fakadt, hogy nemcsak összefoglalja a nők történetét, hanem górcső alá veszi a nők véleménye szerint alárendelt helyzetét és elnyomását, valamint sort kerít a nő biológiájának kimerítő tárgyalására is. Mindemellett foglalkozik az egzisztencialista szabadság (immanencia-transzcendencia) kérdésével, és a történelmi, gazdasági helyzet hatásainak elemzésével. A mai napig olvasott, sokszor idézett mű, melyet az egzisztenciális fenomenológia klasszikusaként lehet számon tartani, különösen a női, megélt tapasztalatok elemzése tekintetében.

## Feminizmusának kritikája
Antifeminista gondolkodók szerint eszmeisége olyan hatást gyakorolt, ami társadalmi katasztrófához vezetett a 21. századra.
Fekete Gyula szociográfus és író egyik szociográfiájában több fejezetet szentel Simone de Beauvoir gondolatisága elemzésének.
Gondolatait egyesek a női nemi szerep totális leértékeléseként és elutasításaként értelmezik: „A kamasz lány azért iszonyodik a havivérzéstől, mert jóvátehetetlenül besorolja az alacsonyabb rendű, csonka emberi lények kategóriájába.” A nő „balsorsa az, hogy biológiailag az élet reprodukciójára rendeltetett.”
Kritikusai anya- és családellenessége miatt tartják a társadalom és a közösségekre gyakorlott roncsoló hatásúnak a szövegeit: „A házasság „visszataszító konvenció.” „Míg le nem romboljuk a családot a család mítoszával együtt, a nők elnyomatása fennmarad.” „A házasság megkétszerezi a családi kötelezettségeket s minden egyéb társadalmi gyötrelmet is.” „El kellene tiltani, hogy a nőnek egyedüli hivatása, szakmája lehessen a házasság.” „Az úgynevezett ,anyai ösztön' nem létezik, legalábbis ami az emberi fajt illeti…” „Egyetlen nőt sem szabad felhatalmazni arra, hogy otthon maradjon gyermeket nevelni... Azért nem szabad ilyen választás elé állítani a nőket, mert ha van ilyen alternatíva, túl sok nő fogja választani–” A magzat „véletlen burjánzás az anyaméhben, léte nem igazolt.”

## Művei
- L'Invitée (1943)
- Pyrrhus et Cinéas (1944)
- Le Sang des autres (1945)
- Tous les hommes sont mortels (1946)
- Pour une morale de l'ambiguïté (1947)
- L'Existentialisme et la Sagesse des nations (1948)
- L'Amérique au jour le jour (1948)
- Le Deuxième Sexe (1949)
- Les Mandarins (1954)
- Privilèges (1955)
- La Longue Marche (1957)
- Mémoires d'une jeune fille rangée (1958)
- La Force de l'âge (1960)
- La Force des choses (1963)
- Une mort très douce (1964)
- Les Belles Images (1966)
- La Femme rompue (1968)
- La Vieillesse (1970)
- Tout compte fait (1972)
- Faut-il brûler Sade? (1972)
- Quand prime le spirituel (1979)
- La Cérémonie des adieux (1981)

## Magyarul
- Amerikai útinapló; ford., utószó Nagy Péter, jegyz. Gömöri Endre; Európa, Bp., 1960
- Egy jóházból való úrilány emlékei; ford., bev. Nagy Péter, jegyz. Dobossy László; Magvető, Bp., 1961 (Világkönyvtár)
- Epilógus; In: Nagyvilág, 1964. IX. évf. 6. sz. 925–934. o.
- A kor hatalma. Önéletrajzi regény; ford. Réz Pál, bev., jegyz. Bajomi Lázár Endre; Magvető, Bp., 1965 (Világkönyvtár)
- A körülmények hatalma; ford. Szőllősy Klára, Rayman Katalin, bev. Nagy Péter, jegyz. Gorilovics Tivadar; Magvető, Bp., 1966 (Világkönyvtár)
- Mandarinok. Regény; ford. Illyés Gyula, Wessely László, bev. Nagy Péter; Magvető, Bp., 1966 (Világkönyvtár)
- Képek, káprázatok. Regény; ford. Görög Lívia; Európa. Bp., 1969 (Európa zsebkönyvek)
- A második nem; ford. Görög Lívia, Somló Vera; Gondolat, Bp., 1969
- A megtört asszony / Könnyű halál / A szerénység kora; ford. Rayman Katalin, Justus Pál; Gondolat, Bp., 1972
- Az öregség; ford. Pődör László; Európa, Bp., 1972
- Minden ember halandó. Regény; ford. Görög Lívia; Európa, Bp., 1973 (Európa zsebkönyvek)
- A kétértelműség erkölcse (részlet); In: Modern polgári etika. Szöveggyűjtemény, 2. köt. Bp.: Tankönyvkiadó, 1976
- Amerikai szerelem. Levelek Nelson Algrennek, 1947–1964; szerk., előszó Sylvie Le Bon Beauvoir, ford. Szécsi Noémi; Jaffa, Bp., 2009
- A hit hatalma; ford. Takács M. József; Jaffa, Bp., 2013
- Félreértés Moszkvában; ford. Takács M. József; Jaffa, Bp., 2015
- Szelíd halál; ford. Takács M. József; Jaffa, Bp., 2019
- Mások vére; ford. Bíró Péter; Jaffa, Bp., 2020
- Elválaszthatatlanok; ford. Bíró Péter; Jaffa, Bp., 2020

## Szakirodalom
- Szabó Anna: Simone de Beauvoir halálára In: Nagyvilág, 1986. 31. évf. 8. sz. 1240–1241. o.
- Szabó Ferenc: Jean-Paul Sartre és Simone de Beauvoir: Sartre ateizmusa In: Szabó Ferenc: „Csillag után” : Istenkeresés a modern irodalomban, Bp.: Távlatok, 1995. 245–267. o.
- Lackfi János: Egy szerelem innenső partja – Simone de Beauvoir levelei margójára In: Nagyvilág, 2001. 46. évf. 2. sz. 235–257. o.
- Lévy, Bernard-Henri: Sartre százada. Sartre és a nők: egy szerelem, akit Hódnak hívtak In: Nagyvilág, 2001. 46. évf. 2. sz. 258–273. o.
- Darabos Enikő: Mit akar a nő?" In: Alföld, 2002. 53. évf. 10. sz. 55–71. o.
- Joó Mária: Simone de Beauvoir filozófiája és a Második nem In: Pro Philosophia Füzetek, 2003. 35. sz. 35–55. o.